# 陳文松
陳文松（1969年2月—），南投縣名間鄉人，前任國立成功大學歷史系系主任。他畢業於東京大學、日本東京大學綜合研究科地域文化研究專攻博士，專長臺灣政治文化史、日治臺灣史、拓殖民政策史等領域。

## 生平

### 在台求學過程
陳文松家庭成員有五個兄弟姐妹，現台南市東區。陳文松曾就讀於南投縣弓鞋國小，當時他的歷史老師是學校的訓導處管理組長。有一天陳文松突然被歷史老師叫到訓導處，原以為會遭到責罰，結果卻是因為他某次的歷史考試成績優異，為了褒獎他，老師送了他一本歷史參考書，從而啟發他對歷史的興趣，也成為日後他往歷史方面發展的一個契機。
國小畢業之後，陳文松升讀三光國中。國中畢業後，陳文松並沒有升讀高中，而是選世新大學新聞專科學校（五專）之編輯採訪科。在這段期間，陳文松第一次接觸和學習日文，從而讓他有日文的基礎，有助於他之後前往日本升學。
陳文松並未在世界新聞專科學校（五專）完成學業，而是插班到國立台灣大學的歷史系。在台大求學時，陳文松的一位日本老師推薦他去看有關隋唐史的書，當中內容牽涉到日本方面的歷史。正因如此，讓陳文松對日本的歷史與文化產生了濃厚的興趣，嚮往留日。

### 留日求學過程
陳文松在1998年進入東京大學就讀碩士、博士。日本學制是學生進入研究所之初，便要明確自己的研究目標和指導老師，陳文松對台灣近代史感興趣，當時東大正好有一位老師是這方面的翹楚，所以他就追隨這位老師，順利完成了學業。
2008年考取到總合研究科地域文化研究專攻博士，論文審查導師為若林正丈、村田雄二郎、井坂理穗、外村大以及駒込武。在留日十年之間，陳文松完成了碩士與博士雙學位課程。

## 職業生涯
五專畢業後，陳文松到中央研究院-臺灣史研究所籌備處工作，待了兩年的時間，擔任過專任編輯助理，負責台灣史研究的學報，但他從未實際擔任過記者，感到前途一片迷茫，於是在一年後便辭去工作去世新報社，擔任釣魚天地板的專任記者。
在這次的的經歷之中，陳文松察覺到自己的日文能力不足，於是在工作之餘，自行進修日文，有利他日後從事有關日本史方面的研究。
2008年6月畢業後回國後，陳文松在8月就進到國立花蓮教育大學教暑專班的教師，一年後因花蓮教育大學被國立東華大學合併，改任國立東華大學人文社會科學院歷史學系教授，半年後便進入成大。2010年1月，陳文松進入成大就職，迄今為止已有10年之久。2020年（109學年度），榮升國立成功大學歷史學系系主任。

## 學術研究
專長：臺灣政治文化史、日治臺灣史、區域研究
研究領域：括殖民政策史、地域社會，以及日常生活（娛樂）史

## 對於學術研究的看法
陳文松在日本求學時，主攻臺灣近代史和日治時期的歷史，去研究日本的政策對臺灣有甚麼的影響，因為日治時期，日本的政策如何形成也會對台灣的本土文化有所影響。而他的指導教授是專攻與台灣日治時期的相關領域，造就陳文松在往後的研究裡，都往台灣日治時期的方向去深入研究。
陳文松認為要了解一個社會的歷史與文化，不能只是單靠閱讀公文檔案來理解，所以他所寫的文學作品，他都會去研究了一些知識份子的文學作品來協助自己了解有關臺灣近代史和日治時期的社會狀況。陳文松認為從文學家作品中所了解的當時社會狀況帶有一定的想像色彩，而普通人口中所描述的社會則會較瑣碎，以及生活化。

## 著作

### 專書
1.陳文松，《來去府城透透氣:1930~1960年代文青醫生吳新榮的日常娛樂三部曲》，（台北：蔚藍出版社，2019）。
2.陳文松，《殖民統治與「青年」：台灣總督府的「青年」教化政策史研究》，國立台灣大學出版中心，2013。